# 와니와 준하
"와니와 준하"는 2001년에 개봉한 대한민국의 영화이다.

## 캐스팅
- 김희선 : 와니 역
- 주진모 : 준하 역
- 조승우 : 이영민 역
- 최강희 : 소양 역
- 박정환 : 성재 역
- 김홍파 : 영화사 사장 역
- 이정은 : 프로듀서 역
- 최민금 : 슈퍼 주인 역
- 현숙희 : 이모 역
- 조덕제 : 술집 주인 역
- 정경호 : 사고 운전자 역
- 김영임 : 여고생 2 역
- 백정림 : 동화부원 역
- 고준 : 동화부원 역
- 김광림 : 와니 아버지 역 (우정출연)
- 이혜숙 : 와니 어머니 역 (우정출연)
- 손세광 : 현수 역 (우정출연)

## 참고 사항
- 와니 역의 김희선은 이 영화 때문에 SBS 수호천사 드라마 출연 제의[1]를 포기했다.
- 아울러, 당초 <쿨>이란 제목이었으나 여름 방송을 목표로 기획 중인 KBS 2TV 드라마가 똑같은 제목을 쓰고 있다는 사실이 알려지자 서둘러 변경했다[2].